# Mandubios
Los mandubios (en latín, Mandubii; en griego, Μανδούβιοι) fueron una confederación de tribus galas que vivieron en las regiones de lo que hoy es Borgoña y Jura. Su capital era Alesia.
Julio César el año 52 a. C., cuando iba por el territorio de los lingones en dirección al país de los sécuanos, fue atacado por las fuerzas de Vercingétorix pero los galos fueron rechazados y se refugiaron en Alesia, que era ciudad de los mandubios. Los mandubios salieron de la ciudad, y los confederados galos se establecieron allí y metieron animales y vituallas en la ciudad antes de que quedase bloqueada. Los romanos no quisieron acoger a los mandubios ni darles comida y murieron de enfermedad o hambre entre su pueblo y el recinto de asedio romano.
La batalla de Alesia, con una gran victoria de César, fue el fin de la revuelta de los galos. Alesia fue después una ciudad (civitas) durante el dominio romano.